# Tasti freccia

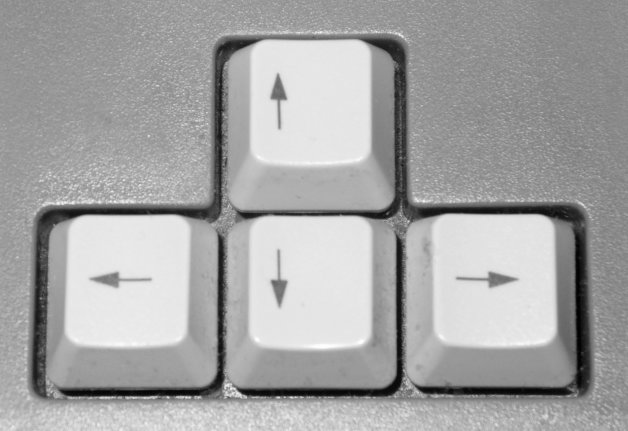
I tasti freccia

I tasti freccia sono quattro tasti della tastiera. Solitamente questi tasti permettono lo spostamento del cursore nello schermo in determinate direzioni.
Solitamente questo gruppo di tasti si trova in basso nella tastiera, a destra del "blocco lettere" e a sinistra del "blocco numerico". Su questi tasti sono scritte le quattro frecce che indicano le relative quattro direzioni. Sono orientati come una "T" invertita. Prima dell'invenzione del mouse questi erano dei tasti fondamentali per spostarsi all'interno dei programmi.
Dato che questo tipo di tasti vengono spesso usati anche nei videogiochi, in alcuni casi torna più comodo usare, in alternativa, i tasti WASD.